# 岡村徳長
岡村 徳長（おかむら とくなが、1897年1月10日 - 1972年7月19日）は、日本の海軍軍人。最終階級は海軍中佐。戦後は日本共産党員として活動した。弟は名戦闘機搭乗員で鹿屋基地司令・岡村基春大佐（海軍兵学校50期）。末妹の清子は艦爆の神様江草隆繁大佐の妻。

## 経歴
1897年（明治30年）に高知県安芸郡井ノ口村（現在の安芸市井ノ口）で生まれる。海軍兵学校45期。岡村は天衣無縫の好漢でその奇行で海軍内でも有名だった。航空機開発に情熱を燃やし大西瀧治郎中将に心酔していた。
横須賀航空隊教官時代、計器飛行の実験中に、主翼が海に接触し危うく一命を落としかけた。
1928年（昭和3年）2月29日、悪天候の中、搭乗していた一三式艦上攻撃機が佐賀県鹿島付近に墜落・炎上し、岡村は顔に大火傷を負った。この事故は、帝国飛行協会が目指していた太平洋横断飛行計画にともなう操縦士の飛行訓練の最中に発生したもので、同乗していた後藤勇吉は即死した。
1932年（昭和7年）に起きた五・一五事件では、事件同調者の一人であった。
1935年（昭和10年）、航空の発展を目指し、自ら申し出て予備役に編入し、中島飛行機に入社。
しかし、会社幹部と衝突したのか、1,2年後に退職する。
大西ら先輩や有人の資金援助などを受け、自ら「富士航空」という航空機会社を設立し、津田英学塾を出た妹の清子とともに会社を経営した。
日中戦争の悪化から太平洋戦争開戦を予見し、海軍当局や知人に飛行機の改良や増産を訴え、昭和16年、会社を他人に任せ充員召集を受けた。
ガダルカナル島の戦いでは第13設営隊隊長として活躍。自ら捻り鉢巻をしてもっこを担ぎ、どどいつを口ずさみながら工事に参加した。8月早々、「もうあらかた出来上がったから1日も早く戦闘機を送れ」と頻繁に打電した。しかし、アメリカ軍の上陸によりその願いは叶わなかった。後に中佐となり終戦を迎えた。
戦後は、戦争体験とそれに基づく反省からマルクス主義に対する関心を深め、後に日本共産党に入党。徳田球一とも親交を持ち、赤旗の購読を呼びかけるなど、最晩年まで党員として熱心に活動した。
後輩の黛治夫とは個人的な親交があり、戦後もその関係が続いた。

## エピソード
- 中学時代、教練の時間に「前へ進め」の号令で、グラウンドを直進、背嚢を背負い剣を持ったまま校庭のそばの川へ突っ込んで教師を驚かせた。

- 兵学校を卒業後、少尉候補生となり練習航海の前に一同を当時の海軍大臣加藤友三郎が築地の水交社で歓送の宴をひらいた。そのとき大臣の挨拶がなかなか終わらないので岡村が「大臣、そのような話はもうわかっちょる。やめい、やめい。」といい対する加藤も「よしよし」と言って挨拶をやめ、加藤海相の寛容さとともに語り草となっている。

- 大正末頃、神奈川県の追浜から宮崎に水上機で移動訓練したときのこと。無事宮崎海岸に着き、水上機を海岸に係留して、料理屋に行って飲んだ。その夜風波が強くなり機体が流され、一週間の謹慎処分が下された。しかし、岡村は一日謹慎したあと海軍省人事局に赴いて「自分は間違うていた。今後、反省する。しかし忙しい毎日の訓練を、一週間も休むわけにはいかん。明日から訓練したい。処分は今日までで、まけてもらえませんろうか。」といって人事局側を驚かせた。結局、人事局は彼の言い分にも一理あるとして謹慎を三日にまけた。

- 少尉の頃、金に無頓着なせいか人力車夫にチップをかなり弾んでおり、そのため人力車夫達が競って岡村を乗せたがった。また酒に酔った勢いで、着用していた礼服を車夫に着せ、自分は車夫姿となって車を引いたという。

- ある祭日で礼服で上陸したとき、したたか酒に酔いながらも、帰りの内火艇に乗るために桟橋へ向かったところ、たどり着いた時には内火艇が桟橋から離れて去っていた。するといきなり、礼服のまま海に飛び込み、泳いで追いかけた。

- 横須賀にいた頃、軍港内での釣りが禁止しているにも拘らず、休日には平気で長浦港で糸を垂れ、守衛に注意されても「ええきに、ええきに」と取り合わず、守衛を煙に巻いていた。

## 年譜
- 1897年（明治30年）1月10日 - 高知県安芸郡井ノ口村（現在の安芸市井ノ口）で生まれる。
- 1917年（大正6年） - 海軍兵学校を卒業。席次は89名中30番（うち1名は皇族）[4]
- 1918年（大正7年） - 任海軍少尉。
- 1920年（大正9年） - 任海軍中尉。横須賀海軍航空隊附。
- 1924年（大正13年）7月 - 佐世保海軍航空隊附。
  - 12月 - 任海軍大尉。
- 1934年（昭和9年）11月 - 能登呂飛行長
- 1935年（昭和10年）3月 - 予備役編入。
- 1941年（昭和16年）11月 - 予備役応召。第3艦隊兼第11航空艦隊司令部附
- 1942年（昭和17年）5月15日 - 佐世保鎮守府附。第13設営隊長。
  - 7月1日 - ガタルカナル島に上陸、ルンガ飛行場（米称ヘンダーソン飛行場）設営に従事。
- 1943年（昭和18年）6月 - 任海軍中佐。
- 1944年（昭和19年）1月 - 第21警備隊司令。
  - 9月 - 築城海軍航空隊富高分遣隊長。
- 1945年（昭和20年）3月 - 岩国海軍航空隊司令兼副長。
- 1947年（昭和22年）11月 - 公職追放仮指定[5]
- 1948年（昭和23年） - 共産党に入党。
- 1972年（昭和47年）7月19日 - 胃癌により死去。享年75。

## 登場作品
- ジパング
- アニメンタリー 決断